# توطئه ویلبی
توطئه ویلبی (انگلیسی: The Wilby Conspiracy) فیلمی بریتانیایی در سبک درام به کارگردانی رالف نلسون است که در سال ۱۹۷۵ منتشر شد.

## بازیگران
- مایکل کین
- سیدنی پوآتیه
- نیکول ویلیامسون
- روتخر هاور
- سعید جعفری
- پاتریک آلن
- هلموت دانتینه
- پاتریک آلن